# Ignacy Gabriel I Tappouni
Ignacy Gabriel I Tappouni (ur. 3 listopada 1879 w Mosulu (Irak), zm. 29 stycznia 1968 w Bejrucie) – duchowny kościoła syryjskokatolickiego, kardynał, Syryjskokatolicki patriarcha Antiochii.

## Życiorys
Święcenia kapłańskie przyjął 3 listopada 1902 w Mosulu. 14 września 1912 roku otrzymał nominację na biskupa tytularnego Danaba i wikariusza apostolskiego Mardin w Iraku. Sakrę biskupią przyjął 19 stycznia 1913 roku w Bejrucie (Liban) z rąk abp. Ignacego-Denisa Rahmani syryjskiego patriarchy Antiochii. Przeniesiony na stolicę tytularną Batne. 24 lutego 1921 roku przeniesiony na stolicę metropolitalną w Aleppo. 24 czerwca 1929 roku wybrany na patriarchę Antiochii przez synod kościoła syryjskiego i został zatwierdzony przez papieża 15 lipca 1929 roku. Przybrał imię Ignace-Gabriel. Na konsystorzu 16 grudnia 1935 roku papież Pius XI wyniósł go do godności kardynalskiej z tytułem kardynała-prezbitera SS. XII Apostoli. Uczestniczył w trzech konklawe w roku 1939, 1958 i 1963, które wybrały na papieży Piusa XII, Jana XXIII i Pawła VI. Od 11 lutego 1965 roku kardynał-patriarcha bez rzymskiego kościoła tytularnego. Zmarł 29 stycznia 1968 roku w Bejrucie.